# 方虹
方虹（1970年10月—），女，中华人民共和国外交官，现任中华人民共和国驻老挝人民民主共和国特命全权大使。

## 生平
方虹曾任驻美国大使馆新闻参赞兼使馆发言人。2021年，任外交部亚洲司副司长。2024年6月，出任中华人民共和国驻老挝大使。